# Black Forest Games
Pour les articles homonymes, voir Black Forest et Game.
Black Forest Games est un développeur allemand de jeux vidéo basé à Offenburg.
La société a été créée en juillet 2012 par une équipe de 40 personnes, dont le directeur général, Andreas Speer, précédemment employé par Spellbound Entertainment, qui avait déposé une demande d'insolvabilité plus tôt cette année-là.
Depuis août 2017, elle est devenue une filiale de THQ Nordic,,.
En juillet 2018, la société employait 60 personnes.

## Jeux développés
| Années | Titre                                                  | Plateforme (s)    |
| ------ | ------------------------------------------------------ | ----------------- |
| 2012   | Giana Sisters: Twisted Dreams                          | Microsoft Windows |
| 2013   | Giana Sisters: Twisted Dreams                          | Playstation 3     |
| 2013   | Giana Sisters: Twisted Dreams                          | Wii U             |
| 2013   | Giana Sisters: Twisted Dreams                          | Xbox 360          |
| 2013   | Giana Sisters: Twisted Dreams - Rise of the Owlverlord | Microsoft Windows |
| 2015   | Giana Sisters: Dream Runners                           | Microsoft Windows |
| 2015   | Giana Sisters: Dream Runners                           | Playstation 4     |
| 2015   | Giana Sisters: Dream Runners                           | Xbox One          |
| 2016   | Rogue Stormers (en)                                    | Linux             |
| 2016   | Rogue Stormers (en)                                    | Microsoft Windows |
| 2016   | Rogue Stormers (en)                                    | Playstation 4     |
| 2016   | Rogue Stormers (en)                                    | Xbox One          |
| 2016   | Titan Quest: Anniversary Edition                       | Microsoft Windows |
| 2017   | Bubsy: The Woolies Strike Back                         | Microsoft Windows |
| 2017   | Bubsy: The Woolies Strike Back                         | Playstation 4     |
| 2018   | Giana Sisters: Twisted Dreams - Owltimate Edition      | Nintendo Switch   |
| 2018   | Titan Quest                                            | Nintendo Switch   |
| 2018   | Titan Quest                                            | Playstation 4     |
| 2018   | Titan Quest                                            | Xbox One          |
| 2019   | Fade to Silence                                        | Microsoft Windows |
| 2019   | Fade to Silence                                        | Playstation 4     |
| 2019   | Fade to Silence                                        | Xbox One          |
| 2020   | Destroy All Humans!                                    | Microsoft Windows |
| 2020   | Destroy All Humans!                                    | Playstation 4     |
| 2020   | Destroy All Humans!                                    | Xbox One          |
| 2020   | Destroy All Humans!                                    | Stadia            |